# Janiu
Janiu (auch Joniu, Ianiu) ist ein altägyptischer Paviangott, der seit dem Alten Reich belegt ist.

## Darstellung und Beziehung zu anderen Göttern
Ikonografisch ist Janiu im Neuen Reich einerseits als eine Gruppe von vier Pavianen oder Meerkatzen dargestellt, die in den ausgestreckten Pfoten eine Menschenhand halten; andererseits als zwei Gruppen von vier Pavianen mit erhobenen Händen.
Im Neuen Reich und in der griechisch-römischen Zeit wird Janiu als die „Bas des Ostens“ bezeichnet; ergänzend in der griechisch-römischen Zeit als der, „der für den Ka des Hor-Behedeti jubelt und derer, die im Jubel sind“.

## Mythologische Verbindungen
Über die mythologische Beziehung im Alten Reich ist nur sehr wenig bekannt. In jener Epoche fürchten sich die Totengottheiten vor den Pavianen, weshalb die Paviane in Kämpfe mit Kenmet verwickelt sind, der die Fähigkeit besitzt, die Paviane zu töten; eine Fähigkeit, die umgekehrt auch den Pavianen hinsichtlich der Tötung von Kenmet zugesprochen wird.
Seit dem Neuen Reich begrüßt Janiu die Sonnengötter Re und Re-Harachte: „Sie (die Paviane) sind die, die Re im Osthorizont des Himmels ankündigen. Zwei befinden sich auf der linken Seite des Gottes, der sie geschaffen hat, zwei zu seiner rechten Seite. Sie befestigen seine Sonnenscheibe. Sie jubeln und tanzen bei Sonnenaufgang. Auch kündigen sie Re-Harachte im Horizont an und jubeln dabei“.
Gegenüber den Verstorbenen nimmt Janiu eine besondere Rolle ein, da sie sich von den Eingeweiden der Paviane ernähren. In griechisch-römischer Zeit kommt ein weiterer Aspekt hinzu, da sie vor Hathor in ihrer Erscheinungsform als Sopdet nach ihrer siebzigtägigen Abwesenheit bei ihrer Ankunft vor „ihrem Gesicht tanzen“.